# Йоанін (Мазовецьке воєводство)
Йоанін (пол. Joanin) — село в Польщі, у гміні Добре Мінського повіту Мазовецького воєводства.
Населення — 42 особи (2011).
У 1975-1998 роках село належало до Седлецького воєводства.

## Демографія
Демографічна структура станом на 31 березня 2011 року:
|          | Загалом | Допрацездатний вік | Працездатний вік | Постпрацездатний вік |
| -------- | ------- | ------------------ | ---------------- | -------------------- |
| Чоловіки | 21      | 4                  | 15               | 2                    |
| Жінки    | 21      | 5                  | 8                | 8                    |
| Разом    | 42      | 9                  | 23               | 10                   |